# Nurgül Yeşilçay
Nurgül Yeşilçay, rodným jménem Nurgül Gültekin (* 26. března 1976, Afyonkarahisar) je turecká divadelní a filmová herečka.

## Filmografie

### Filmy
- 7 Husbands for Hurmuz (7 Kocalı Hürmüz) (2009), jako "Hürmüz"
- Vicdan (2008), jako Aydanur
- Yaşamın Kıyısında (Auf der anderen Seite) (2007), jako Ayten
- Adem'in Trenleri (2007), jako Hacer
- Anlat İstanbul (2004), jako Uyuyan Güzel Saliha
- Eğreti Gelin (2004), jako Kostak Emine
- Asmalı Konak - Hayat(2003), jako Bahar Karadağ
- Mumya Firarda (2002), jako Fatıma
- Şellale (2001), jako Nergis
- Herşey Çok Güzel Olacak (1998), jako Hemşire

### Seriály
- Sultan (2012)
- Sensiz Olmaz (2011) Feryal
- Láska a trest (2010) - Yasemin
- Ezo Gelin (2006), jako Ezo
- Belalı Baldız (2005), jako Arzu Parlak
- Melekler Adası (2004), jako Şerbet
- Asmalı Konak (2002), jako Bahar Karadağ
- 90-60-90 (2001), jako Deniz
- İkinci Bahar

## Filmové a seriálové ocenění
- Golden Boll Award for Best Actress (Borrowed Bride) 2005
- Sadri Alışık Acting Awards for Best Actress (Adam and the Devil) 2008
- Contemporary Screen Actors Guild Awards (ÇASOD) for Best Actress (Adam and the Devıl-The Edge of Heaven) 2008
- Golden Orange Award for Best Actress (Conscience) 2008